# Huaca (Ecuador)
Huaca ist eine Ortschaft und die einzige Parroquia urbana („städtisches Kirchspiel“) im Kanton San Pedro de Huaca der ecuadorianischen Provinz Carchi. Die Parroquia besitzt eine Fläche von 36,26 km². Die Einwohnerzahl lag im Jahr 2010 bei 6241. Davon wohnten 3859 Einwohner im Hauptort Huaca.

## Lage
Die Parroquia Huaca liegt in den Anden im Norden von Ecuador. Die kontinentale Wasserscheide führt durch das Verwaltungsgebiet. Der Westen wird über den Río Apaquí zum Río Chota entwässert, der Osten über den Río Chinguales zum Río Aguarico. Der etwa 2920 m hoch gelegene Hauptort befindet sich an der Fernstraße E35 (Ibarra–Tulcán) 20 km südlich der Provinzhauptstadt Tulcán.
Die Parroquia Huaca grenzt im Norden an die Parroquia Julio Andrade (Kanton Tulcán), im Osten an die Provinz Sucumbíos mit der Parroquia El Playón de San Francisco (Kanton Sucumbíos), im Süden an die Parroquia Mariscal Sucre, im äußersten Südwesten an die Parroquias Fernández Salvador und Chitán de Navarretes (beide im Kanton Montúfar) sowie im Westen an die Parroquia Santa Martha de Cuba (Kanton Tulcán).

## Geschichte
Am 6. Juli 1861 wurde die Parroquia Huaca im Kanton Tulcán gegründet. Am 8. Dezember 1995 wurde der Kanton San Pedro de Huaca eingerichtet und Huaca wurde eine Parroquia urbana und Sitz der Kantonsverwaltung. 